# Ministerium für Personalangelegenheiten
Das Ministerium für Personalangelegenheiten (chinesisch 人事部, Pinyin Rénshìbù) ist ein ehemaliges Ministerium des chinesischen Staatsrats. Das Ministerium wurde im Jahr 2008 abgeschafft. 

## Liste der Minister
- An Ziwen
- Zhao Dongwan
- Song Fude
- 2000–2002 Zhang Xuezhong
- Zhang Bailin
- Yin Weimin